# Pantà de Flix
El pantà de Flix és un embassament del riu Ebre, creat per una presa al municipi de Flix, que s'estén pels termes de Flix i Riba-roja d'Ebre, a la comarca catalana de la Ribera d'Ebre. La presa de Flix va ser inaugurada el 1948. El pantà té una gran zona degradada al seu litoral meridional.

## Història
Prèviament a la construcció de la presa, a Flix hi havia un assut medieval d'origen sarraí. Estava construït amb pedra i creuava el riu Ebre diagonalment. Al llarg de la seva història es van desenvolupar diferents sistemes per permetre-hi el pas d'embarcacions. El més notable va ser un canal de navegació construït el 1858 en el marc d'un projecte per aconseguir la navegabilitat contínua entre Saragossa i Barcelona. Aquest canal desembocava en unes rescloses per superar la diferència entre els nivells d'aigua, algunes restes de les quals encara són observables. A la riba dreta hi havia una sínia de regadiu i un molí fariner, que més tard va esdevenir una petita central hidroelèctrica

## Contaminació
El pantà de Flix és un pantà molt contaminat pels vessaments químics produïts per l'empresa ERCROS (antiga Erquímia) durant el període del 15 de setembre de 1988 al 28 d'agost de 1993 (demostrat judicialment) i els anys anteriors a cap legislació ambiental. Tot això ha fet acumular entre 550.000 i 700.000 m³ de residus perillosos a la mateixa vora de l'embassament.
Després de diversos estudis, s'ha pogut constatar l'acumulació de fangs contaminats al pantà amb concentracions molt altes de metalls pesants (sobretot mercuri i cadmi, però també altres com l'arsènic, crom i zinc) i de compostos organoclorats (hexaclorobenzè, policlorofenils, DDT, etc.). Les concentracions de compostos organoclorats dels sediments són molt elevades –hexaclorobenzè, pentaclorobenzè, DDT, policlorobifenils i policloroestirens–, així com les de crom, níquel i zinc, de l'ordre de les 10-70 tones en el cas dels metalls més abundants i entre 1 i 10 t entre els compostos organoclorats majoritaris. Aquests contaminants susceptibles de transmetre la seva contaminació als sediments i subsòl de l'embassament i a l'aigua circulant pel riu. En el cas de l'aigua, aquesta transmissió es produeix de fet, i existeix un registre d'episodis puntuals en els quals s'han sobrepassat els límits de tolerància de contingut de components agressius en l'ecosistema.
A més, també s'han detectat uns nivells de radioactivitat elevats a causa de l'existència de radionúclids o elements radioactius (plom, cesi, radi, etc.) procedents de la desintegració de l'urani. En total, s'ha calculat que hi pot haver entre 200.000 i 360.000 tones de fangs barrejats amb elements tòxics i radioactius. D'aquest total, entre 100 i 180 tones corresponen a metalls pesants (de les quals 10-18 tones són de mercuri), entre 8 i 13 tones a compostos organoclorats, i entre 70 i 100 tones a residus radioactius.

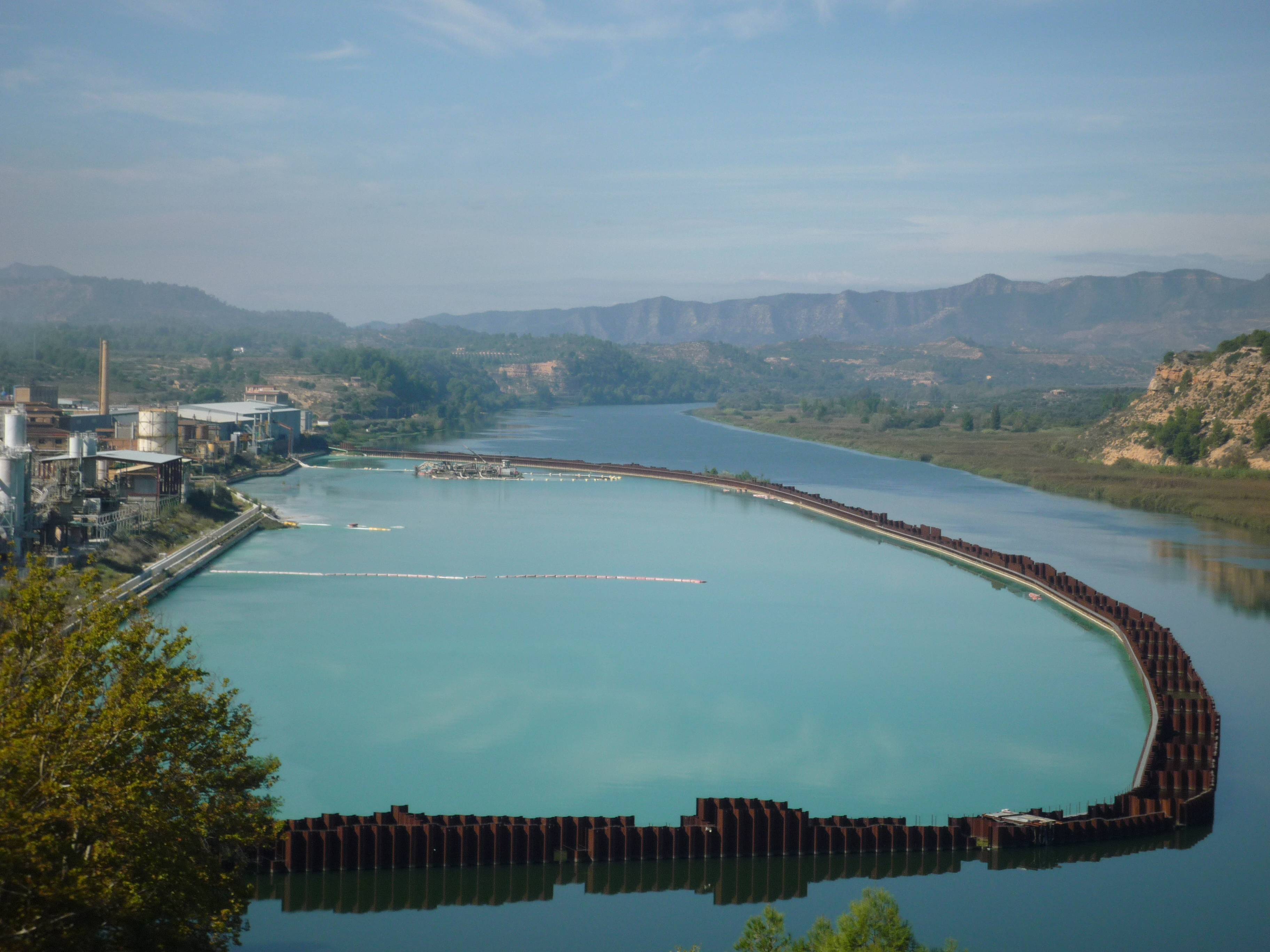
Vista de les obres de descontaminació.

La muntanya de sediments contaminants i de metalls pesants propicià un ambiciós pla per extreure i tractar els residus tòxics. El 2010 es va posar en marxa, amb la construcció d'una barrera per aïllar els llots tòxics de l'embassament. A finals del 2013 ja s'havia extret i tractat un 20% dels residus, al febrer del 2015 un 70% i a l'octubre del 2015 es va acabar l'extracció dels llots. Acabat aquest procés, es preveu que en sis mesos es depurin les aigües del recinte de l'obra i es retiri la barrera aïllant.

## Conseqüències sobre la salut
En els anys 90 es va elaborar un estudi mitjançant el qual es va tractar de trobar evidències de les conseqüències en la salut que el desastre ambiental de Flix podia tenir sobre els seus habitants. En aquesta recerca van participar, d'una banda, l'equip del CSIC de Joan O. Grimalt, director de l'Institut de Diagnòstic Ambiental i Estudis de l'Aigua, i per l'altre, el de Jordi Suñé de l'Institut Municipal de Recerques Mèdiques, IMIM.
Els investigadors van plantejar un projecte en el qual van tractar d'involucrar a la Generalitat, l'Ajuntament del poble i Ercros per tractar de determinar que correlació existia entre els nivells de HCB (HexaCloro Benzeno, un dels components que en l'ambient de Flix està més present) i patologies relacionades amb el càncer de tiroide i el de teixits tous. Malgrat les traves que es van trobar, tant per part de l'empresa com d'alguns veïns del poble, van aconseguir demostrar que hi ha una evidència sobre aquesta incidència.

## Sistema de drenatge per a l'eliminació de la contaminació química
De tot l'anterior es dedueix l'existència de contaminació important en els sediments del jaç de l'embassament i dipòsits antròpics del marge dret d'aquest. Per esmenar el problema, el Ministeri d'Agricultura, Alimentació i Medi ambient del Govern d'Espanya va encomanar a la societat estatal Aigües de les Conques Mediterrànies (Acuamed) el disseny i execució de l'actuació prioritària i urgent per a l'eliminació de la contaminació química de l'embassament de Flix. Entre les obres necessàries per poder escometre aquest projecte pioner, es va requerir construir un dipòsit controlat per emmagatzemar el material dragatge del riu una vegada assecat i adequadament tractat. Segons les directives Europees per a abocadors, és obligatori el disseny d'un sistema de drenatge per al control d'aigües i la gestió de lixiviades. A aquest efecte, es va recórrer a un geosintètic d'última generació capaç de suportar les altes càrregues permanents (>40m d'abocament sobre el geocompost) i garantir una adequada capacitat de drenatge a llarg termini.

## La descontaminació de Flix es queda a mig fer
Dos anys i mig després que comencés el faraònic projecte de descontaminació, la retirada del llot s'ha culminat amb èxit. Queda, però, molta feina per fer. Els més de 900.000 metres quadrats de residus altament contaminants, que provenen dels reiterats vessaments al llarg de bona part del segle XX de la planta que la química Ercros té en aquesta població de la Ribera d'Ebre, ja són fora del riu. Ara, però, s'han d'encarar les tasques de neteja de la zona i desmantellar les infraestructures que han sigut necessàries per portar a terme una obra pionera en el camp de la descontaminació de rius, sense precedents a tot el món.
Una idea de l'envergadura del projecte ens la dona el seu pressupost, 165 milions d'euros, el 70 per cent dels quals els aporta la Unió Europea. L'extracció ha acabat a temps de rebre aquests fons, ja que Europa havia posat com a data límit el 31 de desembre d'aquest 2015 per cofinançar l'obra. El que queda per fer, però, podria allargar-se un any més, tot i que els fons ja estan consignats i, per tant, la seva execució no corre perill.
Dels treballs que queden per fer el més immediat és descontaminar l'aigua de la zona del riu on s'han extret els residus. Una zona que havia quedat absolutament aïllada del curs de l'Ebre gràcies a la construcció d'un mur impermeable per evitar que el moviment i l'extracció del fang tòxic acumulat al fons del riu contaminessin les aigües que hi circulen.
La culminació de la descontaminació del pantà per esborrar el llegat químic de l'activitat centenària de l'empresa Ercros està en l'aire. No és poc el que queda per fer. Resten per extreure de l'embassament dos hectòmetres cúbics (2.000 milions de litres) d'aigua contaminada, confinada en un recinte en el lateral del pantà on es va procedir a la colossal extracció.
A més, l'empresa pública responsable del projecte, Acuamed, ha de procedir al desmantellament de les plantes de tractament, instal·lacions també contaminades a l'interior del complex químic de Ercros. Flix calcula que els tràmits administratius i l'execució pendent poden trigar dos anys a fer-se i exigeix a Acuamed, del Ministeri de Medi ambient, que acceleri l'eliminació d'una petjada tòxica que es resisteix a desaparèixer.

## Actuació urgent
Han passat més de 12 anys des que un informe del CSIC revelés l'abast de la contaminació que afectava l'embassament, i per difusió, al tram final de l'Ebre. El govern espanyol va conferir a les obres d'eliminació química del pantà el caràcter d'actuació prioritària i urgent, en incloure el projecte com a annex en la Llei 11/2005, del 22 de Juny. Les obres prèvies, que van començar finalment en el 2010, ja arrossegaven demora.
L'alcalde del municipi afirma que les obres de descontaminació haurien d'estar acabades des de fa dos anys i que actualment encara estan pendents de finalització i sense un calendari clar. A més a més, s'hi han afegit 40 hectàrees més de terrenys d'Ercros contaminats. Arxivat 2016-12-20 a Wayback Machine. Així doncs, no només segueix contaminada la zona de l'embassament on s'hi feia neteja sinó que ara se li ha sumat la del subsòl, que té uns nivells desorbitats de metalls pesants i de compostos organocloats.

## En l'actualitat
A l'estiu del 2016 es va decidir fer un nou sondeig per comprovar l'estat del fons del pantà, ja que teòricament l'empresa Acuamed ja havia finalitzat la tasca de neteja, però es va trobar en que encara quedaven restes de residus per netejar.
Per més rigor, a finals del 2016 l'empresa pública Acuamed, un any després de haver donat per finalitzada la seva tasca de neteja i donar pas a desmuntar tot l'operatiu per portar-la a la fi, el nou responsable de l'empresa, que depèn del Ministeri de Agricultura, reconeix que no ha acabat tota la feina de neteja, i que han quedat aproximadament unes 150.000 tones de fang contaminant al pantà, que consta un 15% del total per netejar. Encara que sigui un tan per cent petit, la veritat és que els fangs contaminants que han quedat són els més tòxics, ja que són residus com el mercuri i compostos orgànics clorats, i fins ara s'ha tret una petita part dels residus realment contaminants, és a dir, s'ha tret un 85% de residus que són bàsicament argiles i fangs sedimentaris; però dels productes altament perillosos queda per treure entre un 85-95%, per tant es podria dir que solament han netejat entre un 5-15% del que s'havia de treure.
Però no només es troben els residus al pantà, també s'han localitzat residus abocats per l'empresa Ercros durant anys a la superfície i que actualment es troben a uns terrenys continguts a la pròpia fàbrica. L'informe proporcionat per Ercros i encarregat per l'Agència de Residus de Catalunya especifique que el sòl industrial d'Ercros a Flix està contaminat per productes com poden ser metalls pesants com son el mercuri i compostos orgànics clorats.
Aquests productes contaminants són pròpiament dits com compostos cancerígens, per tant, proporcionen seriosos problemes per la salut. Diferents estudis identifiquen que hi ha zones concretes on una persona no pot estar mes de 25 minuts al dia sense patir el risc de tenir càncer, autors com la Marta Pujades (Ambientòloga i enginyera química) o el Joan Grimart (investigador del CSIC) ho afirmen. A més a més, s'ha de tenir molta cura, ja que aquests contaminants s'estan filtrant al riu i als aqüífers subterranis.
També cal esmentar que l'entitat Ecologistes en Acció ha fet un precís esment a l'informe “Banderes Negres del 2016” alertant que els nens que tenen entre 0 i 4 anys han mostrat concentracions “elevades” de mercuri, metilmercuri i hexaclorobenzè a causa de la contaminació ambiental que sofreix la zona, com un dels causant expressament esmentat la contaminació del pantà de Flix per l'empresa Ercros.
A finals del primer semestre del 2017 l'agència de Residus assegurà que es tindrien respostes de les conclusions sobre aquestes noves mesures i de l'informe complet fet per l'Ecros. A partir d'aquí es buscarien solucions per la contaminació dels terrenys afectats. A més, després que la Comissió Europea acceptà que desconeixia l'estat actual de la contaminació al pantà de Flix, aquest projecte de netejar dels productes contaminants formaria part de l'agenda Europea.
A tot això l'empresa Ercros, tot hi donant per finalitzat la seva activitat empresarial al territori de Flix, haurà d'assumir-ne els costos de la neteja de la contaminació, tot i que encara està per decidir qui se'n farà càrrec.

## Imatges addicionals
- Pantà de Flix el 2009. Al fons, la fàbrica i els sediments contaminats.
- Vista el 2015 de la zona de treballs de descontaminació.